# Letnica (przystanek kolejowy)
Letnica – przystanek kolejowy w Letnicy, w woj. lubuskim, w Polsce.

## Wymiana pasażerska
| Rok  | Wymiana pasażerska na dobę |
| ---- | -------------------------- |
| 2017 | 0-9                        |
| 2023 | 20-49                      |